# Presídio Rômulo
Flávio Presídio Rômulo (em latim: Flavius Presidius Romulus) foi um oficial romano do século IV, ativo no reinado dos imperadores Valentiniano II (r. 275–292), Teodósio I (r. 378–395) e Honório (r. 395–423).

## Vida

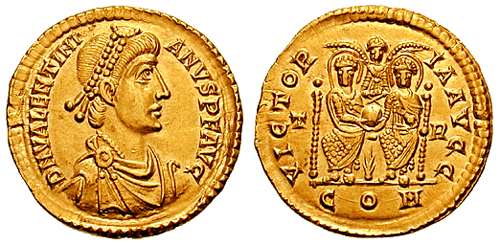
Soldo de r.

Rômulo teve um filho cujo nome é desconhecido e foi aparentado com Valério. Era cristão. Tinha uma casa em Hipona e propriedades na África, e foi severamente criticado por Agostinho ao permitir que seus agentes exigissem aluguel duplo de seus inquilinos. Recebe as epístolas VIII 38, 62, IX 62 de Quinto Aurélio Símaco, 66, 68 Ambrósio e 247 de Agostinho; foi citado na epístola VIII 57 de Símaco e talvez foi assunto do epigrama in Romulum.
Aparece em 385 como consular de Emília e Ligúria. Em 385/392, foi procônsul ou vigário (seu ofício tinha jurisdição apelativa anterior a prefeitura urbana). Em 392, foi conde das sagradas liberalidades e deve ter ido ao Oriente com Teodósio. Também foi prefeito urbano de Roma, talvez em 406 após a derrota dos godos de Radagaiso.